# Ligat ha’Al (Handball)
Die Ligat ha’Al (hebräisch ליגת העל) ist die höchste israelische Spielklasse im Handball der Männer. Nach dem Hauptsponsor, der Winner Corporation, wird die Liga offiziell als Ligat Winner (hebräisch ליגת בכדוריד) bezeichnet. Aktueller Titelträger ist die Mannschaft von Maccabi Rischon LeZion, die in der Saison 2022/23 zum 17. Mal israelischer Meister wurde.

## Geschichte
Die Ligat ha’Al wurde 1954 eingeführt. In den ersten Jahren dominierte Maccabi Rechovot und gewann bis zur Saison 1962/63 insgesamt fünf Meisterschaften. Bis zu dieser Zeit wurde auf Fußballfeldern mit elf Spielern Großfeldhandball gespielt. Erst ab 1963 wurde die Meisterschaft in der heute bekannten Form mit sieben Spielern je Mannschaft ausgetragen. In den folgenden zwei Jahrzehnten war insbesondere Hapoel Rechovot, das aufgrund vereinsinterner Streitigkeiten bei Maccabi gegründet wurde, erfolgreich und gewann insgesamt 13 Meisterschaften. Einmalig wurde 1974 kein Meister ermittelt. Die bis dato letzte Meisterschaft von Hapoel Rechovot 1983/84 markierte einen Umbruch im israelischen Handball. Seither gewannen die beiden Mannschaften aus Rischon LeZion, Hapoel und Maccabi fast ausnahmslos die israelische Meisterschaft. Besonders erwähnenswert ist dabei der Rekord von Hapoel Rischon LeZion aus den 1990er-Jahren, als der Verein neun Meisterschaften in Folge feiern konnte.

## Modus und Ausrichtung

### Spielmodus
Zunächst treten die 12 teilnehmenden Mannschaften der Ligat ha’Al in einem Ligasystem an, bei dem jeder Verein je ein Hin- und Rückspiel gegen jeden anderen Verein bestreitet (double round robin). Die acht erstplatzierten Mannschaften qualifizieren sich für die Playoffs, während die schlechtesten vier Teams in die Abstiegsrunde müssen.
Die Playoffs beginnen mit einem Viertelfinale im Best-of-Three-Modus, wobei die Mannschaften wie folgt aufeinandertreffen: Platz 1 gegen Platz 8, Platz 2 gegen Platz 7, Platz 3 gegen Platz 6 und Platz 4 gegen Platz 5. Im Halbfinale stehen sich dann der Sieger 1/8 und der Sieger 4/5 sowie der Sieger 2/7 und der Sieger 3/6 gegenüber. Das Finale zwischen den beiden Gewinnern des Halbfinals findet dann im Best-of-Five-Modus statt. Das Heimrecht in den einzelnen Serien wechselt von Spiel zu Spiel, wobei die höherplatzierte Mannschaft der regulären Saison im ersten Spiel (und damit auch im evtl. entscheidenden dritten bzw. fünften) ein Heimspiel hat.
Die vier Mannschaften der Abstiegsrunde bestreiten zunächst ein einfaches Rundenturnier. Die beste Mannschaft verbleibt in der Ligat ha’Al, während die schlechteste direkt in die zweitklassige Liga Le’umit absteigt. Die Mannschaften auf den Plätzen 10 und 11 bestreiten Relegationsspiele gegen den Dritt- bzw. Zweitplatzierten der 2. Liga.
Entgegen seiner geografischen Lage ist der israelische Meister (ebenso wie der Pokalsieger) international für die Qualifikation zu europäischen EHF-Wettbewerben spielberechtigt.

### Ausrichtung und Namenssponsoring
Die Ligat ha’Al wird vom israelischen Handballverband, der Israel Handball Association (IHA) mit Sitz in Tel Aviv ausgerichtet.
Die Liga ist seit 2010 nach dem Hauptsponsor Winner Corporation – einem israelischen Sportwetten-Anbieter – offiziell mit Ligat Winner benannt. Zuvor hieß sie Ligat Bank Yahav nach dem früheren Hauptsponsor, der Jerusalemer Bank Yahav.

## Saison 2018/19
Folgende 12 Mannschaften spielten in der Saison 2018/19 in der Ligat ha’Al um die israelische Meisterschaft:
Bnei Herzlia,
Hapoel Aschdod,
Hapoel Kirjat,
Hapoel Rischon LeZion (M, P),
Hapoel Ramat Gan,
Maccabi Avishai Motzkin,
Maccabi Rischon LeZion,
MK Be’er Scheva,
MK Holon,
AC Nes Ziona,
AS SGS Ramat haScharon,
Ironi Rechovot.

### Hauptrunde
Die Hinrunde der Saison 2018/19 begann am 28. September 2018; der letzte Spieltag der Rückrunde fand am 15. März 2019 statt.
| Pl. | Verein                       | Sp. | S  | U | N  | Tore      | Diff. | Punkte |
| --- | ---------------------------- | --- | -- | - | -- | --------- | ----- | ------ |
| 1.  | Maccabi Rischon LeZion       | 22  | 20 | 1 | 1  | 0780:5940 | +186  | 41     |
| 2.  | Hapoel Rischon LeZion (M, P) | 22  | 15 | 1 | 6  | 0620:5660 | +54   | 31     |
| 3.  | Hapoel Aschdod               | 22  | 14 | 1 | 7  | 0656:5940 | +62   | 29     |
| 4.  | AS SGS Ramat haScharon       | 22  | 14 | 1 | 7  | 0710:6480 | +62   | 29     |
| 5.  | AC Nes Ziona                 | 22  | 11 | 0 | 11 | 0662:6650 | −3    | 22     |
| 6.  | Maccabi Avishai Motzkin      | 22  | 10 | 1 | 11 | 0626:6700 | −44   | 21     |
| 7.  | Bnei Herzlia                 | 22  | 8  | 3 | 11 | 0687:7390 | −52   | 19     |
| 8.  | MK Be’er Scheva              | 22  | 9  | 0 | 13 | 0583:6280 | −45   | 18     |
| 9.  | Ironi Rechovot               | 22  | 8  | 1 | 13 | 0608:6440 | −36   | 17     |
| 10. | MK Holon                     | 22  | 7  | 2 | 13 | 0657:6600 | −3    | 16     |
| 11. | Hapoel Kirjat                | 22  | 6  | 0 | 16 | 0575:6650 | −90   | 12     |
| 12. | Hapoel Ramat Gan             | 22  | 4  | 1 | 17 | 0578:6690 | −91   | 9      |

Die acht erstplatzierten Mannschaften qualifizierten sich für die Playoffs, während die vier Letztplatzierten in der Abstiegsrunde sowie der Relegation um den Klassenerhalt spielten.

### Playoffs
Die acht erstplatzierten Mannschaften der Hauptrunde qualifizierten sich für die Playoffs, die generell im K.-o.-System ausgetragen werden.

#### Viertelfinale
Das Viertelfinale wurde im Best-of-Three-Modus ausgetragen. Die Viertelfinalspiele fanden ab dem 22. März 2019 statt, wobei sich die vier Erstplatzierten der regulären Saison jeweils ohne Niederlage durchsetzen konnten:
| Datum             | Uhrzeit   | Heimmannschaft          |   | Gastmannschaft          | Ergebnis |
| ----------------- | --------- | ----------------------- | - | ----------------------- | -------- |
| 1. Viertelfinale: |           |                         |   |                         |          |
| 22. März 2019     | 13:30 Uhr | Maccabi Rischon LeZion  | – | MK Be’er Scheva         | 26:24    |
| 25. März 2019     | 19:00 Uhr | MK Be’er Scheva         | – | Maccabi Rischon LeZion  | 30:36    |
| 2. Viertelfinale: |           |                         |   |                         |          |
| 22. März 2019     | 15:00 Uhr | AS SGS Ramat haScharon  | – | AC Nes Ziona            | 28:27    |
| 25. März 2019     | 19:00 Uhr | AC Nes Ziona            | – | AS SGS Ramat haScharon  | 25:33    |
| 3. Viertelfinale: |           |                         |   |                         |          |
| 22. März 2019     | 15:00 Uhr | Hapoel Rischon LeZion   | – | Bnei Herzlia            | 34:26    |
| 25. März 2019     | 19:30 Uhr | Bnei Herzlia            | – | Hapoel Rischon LeZion   | 25:30    |
| 4. Viertelfinale: |           |                         |   |                         |          |
| 22. März 2019     | 14:00 Uhr | Hapoel Aschdod          | – | Maccabi Avishai Motzkin | 32:26    |
| 25. März 2019     | 19:00 Uhr | Maccabi Avishai Motzkin | – | Hapoel Aschdod          | 28:32    |

Die fettgedruckten Mannschaften qualifizierten sich für das Halbfinale.

#### Halbfinale
Das Halbfinale wurde im Modus Best of Five ausgetragen:
| Datum          | Uhrzeit   | Heimmannschaft         |   | Gastmannschaft         | Ergebnis |
| -------------- | --------- | ---------------------- | - | ---------------------- | -------- |
| 1. Halbfinale: |           |                        |   |                        |          |
| 22. April 2019 | 17:00 Uhr | Maccabi Rischon LeZion | – | AS SGS Ramat haScharon | 39:38    |
| 29. April 2019 | 18:30 Uhr | AS SGS Ramat haScharon | – | Maccabi Rischon LeZion | 37:33    |
| 3. Mai 2019    | 15:00 Uhr | Maccabi Rischon LeZion | – | AS SGS Ramat haScharon | 33:29    |
| 6. Mai 2019    | 18:30 Uhr | AS SGS Ramat haScharon | – | Maccabi Rischon LeZion | 38:34    |
| 10. Mai 2019   | 15:00 Uhr | Maccabi Rischon LeZion | – | AS SGS Ramat haScharon | 31:29    |
| 2. Halbfinale: |           |                        |   |                        |          |
| 22. April 2019 | 18:30 Uhr | Hapoel Rischon LeZion  | – | Hapoel Aschdod         | 29:26    |
| 28. April 2019 | 18:00 Uhr | Hapoel Aschdod         | – | Hapoel Rischon LeZion  | 31:25    |
| 3. Mai 2019    | 15:30 Uhr | Hapoel Rischon LeZion  | – | Hapoel Aschdod         | 22:34    |
| 6. Mai 2019    | 19:00 Uhr | Hapoel Aschdod         | – | Hapoel Rischon LeZion  | 29:24    |

Damit qualifizierten sich Maccabi Rischon LeZion und Hapoel Aschdod für das Finale.

#### Finale
Das Finale wurde – wie bereits das Halbfinale – im Modus Best of Five ausgetragen. Die Spiele fanden zwischen dem 14. und 28. Mai 2019 statt, wobei Maccabi Rischon LeZion als besser platzierte Mannschaft der regulären Saison im ersten Spiel Heimrecht hatte:
| Datum        | Uhrzeit   | Heimmannschaft         |   | Gastmannschaft         | Ergebnis      |
| ------------ | --------- | ---------------------- | - | ---------------------- | ------------- |
| 14. Mai 2019 | 20:00 Uhr | Maccabi Rischon LeZion | – | Hapoel Aschdod         | 25:24 (13:15) |
| 17. Mai 2019 | 15:00 Uhr | Hapoel Aschdod         | – | Maccabi Rischon LeZion | 28:26 (11:12) |
| 21. Mai 2019 | 19:30 Uhr | Maccabi Rischon LeZion | – | Hapoel Aschdod         | 26:26 (15:11) |
| 24. Mai 2019 | 15:15 Uhr | Hapoel Aschdod         | – | Maccabi Rischon LeZion | 29:22 (15:11) |
| 28. Mai 2019 | 18:30 Uhr | Maccabi Rischon LeZion | – | Hapoel Aschdod         | 36:32 (16:14) |

Da beide Mannschaften jeweils zwei Partien gewannen (bei einem Unentschieden), musste das Torverhältnis entscheiden. Hapoel Aschdod erzielte insgesamt vier Tore mehr als Maccabi Rischon LeZion (139:135) und wurde zum ersten Mal in der Vereinsgeschichte Israelischer Handballmeister.

### Abstiegsrunde und Relegation
Die vier letztplatzierten Mannschaften der regulären Saison spielten zunächst in der Abstiegsrunde weiter. In einer einfachen Runde Jeder gegen Jeden wurden die Abschlussplatzierungen ermittelt, wobei alle Spielergebnisse der regulären Saison mitzählten.
| Datum         | Uhrzeit   | Heimmannschaft   |   | Gastmannschaft   | Ergebnis |
| ------------- | --------- | ---------------- | - | ---------------- | -------- |
| 1. Spieltag:  |           |                  |   |                  |          |
| 22. März 2019 | 15:00 Uhr | MK Holon         | – | Hapoel Ramat Gan | 27:29    |
| 22. März 2019 | 15:00 Uhr | Ironi Rechovot   | – | Hapoel Kirjat    | 32:21    |
| 2. Spieltag:  |           |                  |   |                  |          |
| 25. März 2019 | 19:00 Uhr | Hapoel Kirjat    | – | Hapoel Ramat Gan | 25:21    |
| 25. März 2019 | 19:00 Uhr | Ironi Rechovot   | – | MK Holon         | 32:27    |
| 3. Spieltag:  |           |                  |   |                  |          |
| 29. März 2019 | 14:30 Uhr | Hapoel Ramat Gan | – | Ironi Rechovot   | 37:35    |
| 29. März 2019 | 14:30 Uhr | MK Holon         | – | Hapoel Kirjat    | 36:27    |

| Pl. | Verein           | Sp. | S  | U | N  | Tore      | Diff. | Punkte |
| --- | ---------------- | --- | -- | - | -- | --------- | ----- | ------ |
| 9.  | Ironi Rechovot   | 25  | 10 | 1 | 14 | 0707:7290 | −22   | 21     |
| 10. | MK Holon         | 25  | 8  | 2 | 15 | 0747:7480 | −1    | 18     |
| 11. | Hapoel Kirjat    | 25  | 7  | 0 | 18 | 0648:7540 | −106  | 14     |
| 12. | Hapoel Ramat Gan | 25  | 6  | 1 | 18 | 0665:7560 | −91   | 13     |

Der Sieger der Abstiegsrunde, Ironi Rechovot, verblieb in der Ligat ha’Al, der Letztplatzierte Hapoel Ramat Gan stieg direkt in die zweitklassige Liga Le’umit ab. Die Mannschaften von MK Holon und Hapoel Kirjat spielten in der Relegation um die Qualifikation zur Ligat ha’Al 2019/20.
Die Relegation wurde in Hin- und Rückspiel ausgetragen. Dabei traf MK Holon auf den Drittplatzierten der Liga Le’umit 2018/19, Hapoel Petach Tikwa, während Hapoel Kirjat gegen die zweitplatzierte Mannschaft von Maccabi Tel Aviv spielte:
| Datum                   | Uhrzeit   | Heimmannschaft      |   | Gastmannschaft      | Ergebnis      |
| ----------------------- | --------- | ------------------- | - | ------------------- | ------------- |
| Relegation, Hinspiele:  |           |                     |   |                     |               |
| 8. April 2019           | 18:45 Uhr | MK Holon            | – | Hapoel Petach Tikwa | 35:20 (17:9)  |
| 8. April 2019           | 19:30 Uhr | Hapoel Kirjat       | – | Maccabi Tel Aviv    | 35:28 (15:15) |
| Relegation, Rückspiele: |           |                     |   |                     |               |
| 12. April 2019          | 15:00 Uhr | Maccabi Tel Aviv    | – | Hapoel Kirjat       | 31:31         |
| 13. April 2019          | 20:00 Uhr | Hapoel Petach Tikwa | – | MK Holon            | 21:23 (8:12)  |

Damit verblieben die Mannschaften von MK Holon und Hapoel Kirjat in der Ligat ha’Al.

## Saison 2019/20
Die Hinrunde der Saison 2019/20 begann am 20. September 2019 und sollte ursprünglich mit dem 22. und letzten Spieltag der Rückrunde am 27. März 2020 enden. Aufgrund der Corona-Krise wurde die Saison vorzeitig im März 2020 abgebrochen und später Maccabi Rischon LeZion zum Meister erklärt. Es gibt keinen Absteiger und die Liga wird um einen Aufsteiger aufgestockt.
| Pl.                                         | Verein                  | Sp. | S  | U | N  | Tore      | Diff. | Punkte |
| ------------------------------------------- | ----------------------- | --- | -- | - | -- | --------- | ----- | ------ |
| 1.                                          | Maccabi Rischon LeZion  | 18  | 14 | 1 | 3  | 0582:4800 | +102  | 29     |
| 2.                                          | MK Holon                | 19  | 12 | 5 | 2  | 0558:4930 | +65   | 29     |
| 3.                                          | Hapoel Aschdod (M)      | 19  | 13 | 0 | 6  | 0548:4990 | +49   | 26     |
| 4.                                          | Hapoel Rischon LeZion   | 19  | 13 | 0 | 6  | 0535:4900 | +45   | 26     |
| 5.                                          | AS SGS Ramat haScharon  | 18  | 11 | 3 | 4  | 0574:5250 | +49   | 25     |
| 6.                                          | MK Be’er Scheva         | 19  | 9  | 2 | 8  | 0517:5050 | +12   | 20     |
| 7.                                          | Ironi Rechovot          | 19  | 8  | 1 | 10 | 0534:5480 | −14   | 17     |
| 8.                                          | AC Nes Ziona            | 19  | 7  | 1 | 11 | 0527:5700 | −43   | 15     |
| 9.                                          | Maccabi Avishai Motzkin | 19  | 7  | 0 | 12 | 0567:5940 | −27   | 14     |
| 10.                                         | Bnei Herzlia            | 19  | 6  | 1 | 12 | 0560:6110 | −51   | 13     |
| 11.                                         | Hapoel Kirjat           | 19  | 5  | 0 | 14 | 0511:5650 | −54   | 10     |
| 12.                                         | Maccabi Dimona (A)      | 17  | 1  | 0 | 16 | 0487:6200 | −133  | 2      |
| Quelle: handball24.com, Stand: 6. März 2020 |                         |     |    |   |    |           |       |        |

## Saison 2020/21
Titelverteidiger Maccabi Rischon LeZion wurde in der Saison 2020/2021 erneut Israelischer Meister.

## Saison 2021/22
| Pl.                                              | Verein                     | Sp. | S | U | N  | Tore      | Diff. | Punkte |
| ------------------------------------------------ | -------------------------- | --- | - | - | -- | --------- | ----- | ------ |
| 1.                                               | Hapoel Aschdod             | 10  | 9 | 0 | 1  | 0333:2880 | +45   | 18     |
| 2.                                               | AS SGS Ramat haScharon     | 10  | 7 | 3 | 0  | 0325:2770 | +48   | 17     |
| 3.                                               | Hapoel Rischon LeZion      | 11  | 7 | 2 | 2  | 0339:3150 | +24   | 16     |
| 4.                                               | Maccabi Rischon LeZion (M) | 11  | 8 | 0 | 3  | 0359:3070 | +52   | 16     |
| 5.                                               | MK Holon                   | 11  | 7 | 2 | 2  | 0342:3120 | +30   | 16     |
| 6.                                               | Maccabi Avishai Motzkin    | 11  | 5 | 1 | 5  | 0328:3450 | −17   | 11     |
| 7.                                               | Bnei Herzlia               | 11  | 4 | 2 | 5  | 0343:3510 | −8    | 10     |
| 8.                                               | AC Nes Ziona               | 11  | 4 | 0 | 7  | 0344:3620 | −18   | 8      |
| 9.                                               | Hapoel Kirjat              | 11  | 4 | 0 | 7  | 0307:3230 | −16   | 8      |
| 10.                                              | Hapoel Chevel Elot         | 11  | 2 | 2 | 7  | 0326:3680 | −42   | 6      |
| 11.                                              | Maccabi Dimona             | 11  | 2 | 0 | 9  | 0295:3060 | −11   | 4      |
| 12.                                              | MK Be’er Scheva            | 11  | 0 | 0 | 11 | 0293:3800 | −87   | 0      |
| Quelle: handball24.com, Stand: 10. Dezember 2021 |                            |     |   |   |    |           |       |        |

Israelischer Meister wurde letztlich Hapoel Aschdod.

## Israelische Handballmeister
Die seit 1954 ausgespielte israelische Handballmeisterschaft konnte bislang von zwölf Vereinen gewonnen werden, die in erster Linie in den Handball-Hochburgen Rischon LeZion, Rechovot und Petach Tikwa angesiedelt sind. Rekord-Titelträger ist Hapoel Rischon LeZion mit insgesamt 18 Meisterschaften.
| Verein                               | Titel | Spielzeiten                                                                                                |
| ------------------------------------ | ----- | --- |
| Hapoel Rischon LeZion                | 18    | 1988, 1990, 1991, 1993, 1994, 1995, 1996, 1997, 1998, 1999, 2000, 2001, 2003, 2004, 2008, 2013, 2015, 2018 |
| Maccabi Rischon LeZion               | 17    | 1958, 1985, 1986, 1987, 1989, 1992, 2005, 2006, 2007, 2009, 2010, 2011, 2012, 2017, 2020, 2021, 2023       |
| Hapoel Rechovot                      | 13    | 1957, 1961, 1964, 1965, 1968, 1973, 1975, 1976, 1977, 1979, 1982, 1983, 1984                               |
| Maccabi Rechovot                     | 5     | 1954, 1955, 1956, 1959, 1963                                                                               |
| Maccabi Petach Tikwa                 | 3     | 1978, 1980, 1981                                                                                           |
| Hapoel Petach Tikwa                  | 3     | 1966, 1967, 1970                                                                                           |
| Hapoel Aschdod                       | 2     | 2019, 2022                                                                                                 |
| Maccabi Tel Aviv                     | 2     | 2014, 2016                                                                                                 |
| Hapoel Ramat Gan                     | 2     | 1969, 1971                                                                                                 |
| ASA Tel Aviv                         | 1     | 2002 |
| Hapoel Herzlia                       | 1     | 1972 |
| Maccabi Ramat Gan                    | 1     | 1960 |
| Quellen: IHA (bis 2021), newsrnd.com |       | |